# شويفات حي العمروسية
الشويفات هي بلدة لبنانية من قرى قضاء عاليه في محافظة جبل لبنان.
تتالف الشويفات من ثلاث احياء أو يقال لها حارات هي: حارة القبة، حارة الأمراء وحارة العمروسية.
يعرف قسم من حي العمروسية بحيّ السلم. حي السلم معلقة وسط بلديات ثلاث: المريجة الحدث الليلكي الشويفات، ويبعد عن وسط العاصمة بيروت نحو 6 كلم، يحده من الشرق الجامعة اللبنانية، وحي الليلكي، ومن الشمال المريجة وتحويطة الغدير، ومن الغرب مطار بيروت الدولي (مطار رفيق الحريري)، ومن الشمال احياء الشويفات الأخرى. تنقسم حي السلم إلى عدة أحياء أهمها: حي موقف القديم، والموقف الجديد، حي الغزالي أو مايعرف (بحي شقرا)، عبد الساتر، حي الحسينية (منطقة السوق) حي الجامعة، حي بركات، ومدينة العباس، حي الهبارية، حي العرب، حي كنعان، حي الصحراء وهو يضم تحته عدد من الأحياء التي تتخذ الطابع العائلي، مثل حي شبعا وغيرها من الأحياء. ان مساحة حي السلم كبيرة حيث السكان يدينون بالديانة الإسلامية بالإضافة إلى الديانة المسيحية، أصبحت من أكثر المناطق اللبنانية اكتظاظاً بالسكان حيث يعيش على مساحتها 4,5 كلم مربع ما يناهز 250 ألف شخص هؤلاء نزح معظمهم من البقاع وتحديداً من محافظة بعلبك ـالهرمل. هذا الزحف البقاعي واكبه زحف جنوبي) منذ منتصف السبعينات وازداد بعد اجتياح 1978 مما أدى إلى استطان العديد من أبنائه في هذه المنطقة. إن أكثر من 85 في المئة من سكانها ليسوا أعضاء ناخبين في البلدية، فهم خليط من أهل بعلبك والجنوب.وأما فيما يخص مجال التعليم فهناك مدارس حكومية الرسمية عبارة عن مدرستين همافي «العمروسية» أنشأت في الأعوام الماضية.ومعظم أبنائها يدرسون في مدارس خاصة أو في بلدة الشويفات، أو تحويطة الغديرأو في برج البراجنة.
تعتمد هذه المنطقة علي اليد العاملة أشعال حرة، ومن الزراعة التي يعمل أهلها، وبعض المتاجر وهو مايسمى بالسوق المركزي التي أنشأت خلال الإزديادالعمراني فيها، وتزدحم على خاصرتها الجنوبية أكثر من 150 مصنعاً، التي يقومون معظم أهلها بالعمل فيها، ويوجد مستشفى خاص واحد، وعدد من المراكز الصحية التابعة للدولة أو للجمعيات الأهلية، أو تابعة للجمعيات المحلية التي تقوم بدعمها، من أهم معالمها: التيرو، الموقف والصحراء، ومن أبرزأنهارها التي تمر بها: نهر الغدير وعبارة الجامعة، فنهر الغدير الذي يشكل خطراً في فصل الشتاء بسبب ارتفاع منسوب المياه فيه وفيضانه على شوارع البلدة واختراقه المنازل مما يوقع أضراراً مادية، فبلدة حي السلم غالبيتها تعتمدعلى مياه عين الدلبة، وكذلك لجأ بعض الأهالي إلى حفر العديد من الآبار الأرتوازية فيها خلال الحرب الأهلية لتأمين المياه،
فحي السلم تعتبر من المناطق التي تحتوي على أعلى نسبة للتلوث البيئي، وذلك بسبب وجود العديد من المصانع التي تنبعث منها الغازات والمواد السامة والضارة على جسم الإنسان والطبيعة الخضراء، بالإضافة إلى وجود معمل النفايات الذي يقع في وسط حي السلم الملاصق (لحي العرب) الذي يعتبره الدكتورالشيخ محمد محمود المصري من جمعية المدافعين عن البيئة:" أنه يشكل خضراً لا يقل عن الحرب التي قضت على العديد من السكان خلال الحرب، ونلاحظ التزايد في عدد إصابات جهاز التنفسي، أمراض السرطان، وغيرها العديد من الأمراض التي تسببها انبعثات الغازات الضارة والسامة منه، بالإضافة إلى تلوث نهر الغدير الذي تكمن الطامة كبرى لساكني ضفافه، وخاصة في أيام الصيف الحارة "